# Kościół św. Antoniego z Padwy w Padwi Narodowej
Sanktuarium św. Antoniego z Padwy  − murowany kościół parafialny we wsi Padew Narodowa w diecezji sandomierskiej, zbudowany w latach 1878−1886, sanktuarium św. Antoniego z Padwy. Wezwanie kościoła często jest mylone z powodu, iż parafia jest pw. św Bartłomieja Apostoła, a kościół (sanktuarium) pw. św. Antoniego z Padwy.

## Historia

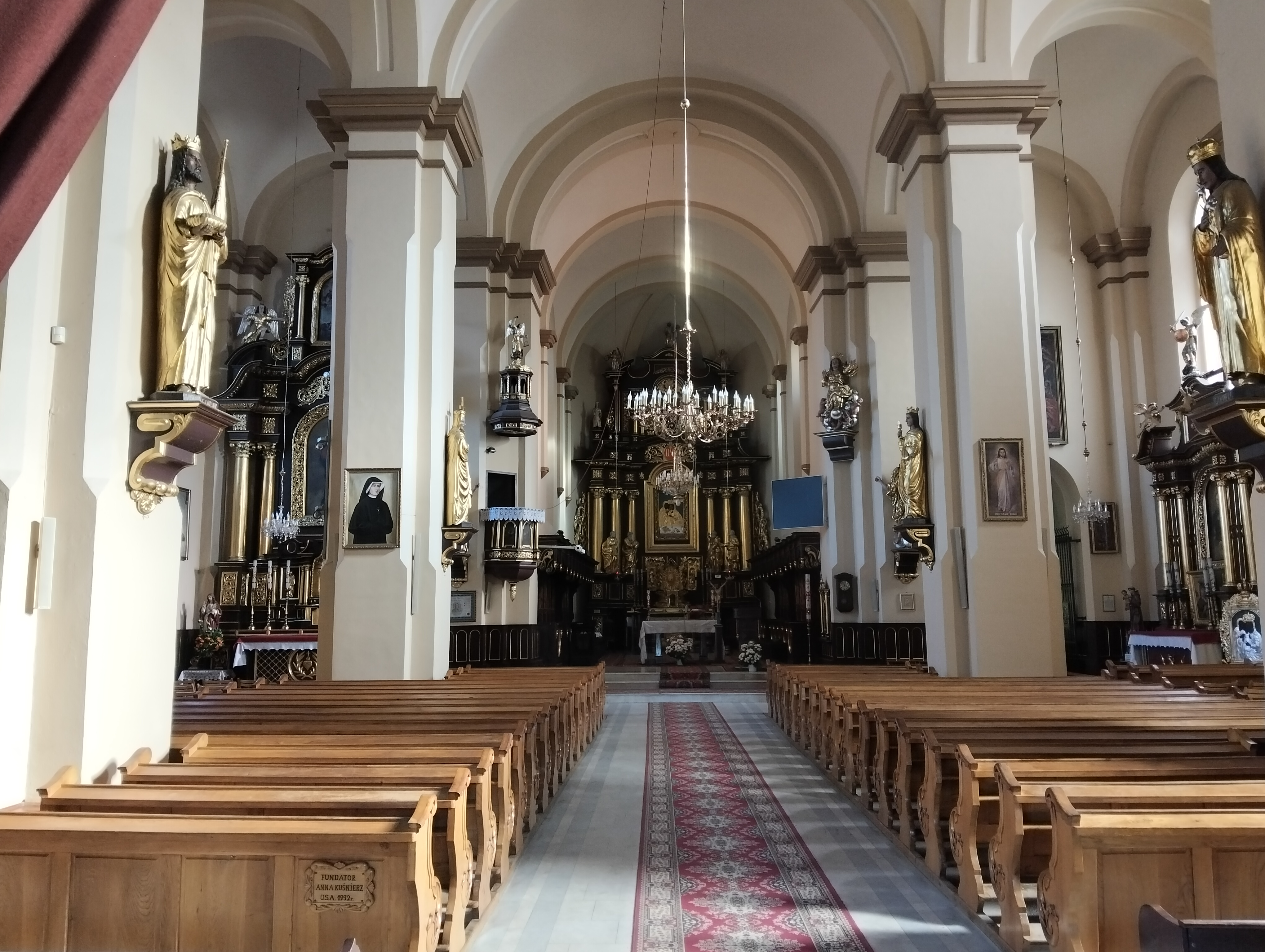
Wnętrze

Pierwszy drewniany kościół św. Bartłomieja prawdopodobnie ufundowany został w roku 1414 przez króla Władysława Jagiełłę, a wybudowany w 1419 przez plebana Bartłomieja z Rudnika. 
Pierwsza pisemna wzmianka o kościele w Padwi pochodzi z 1470 roku. Znalazła się ona w kronikach Jana Długosza. Drewniana budowla zapewne pierwotnie była kościołem filialnym, który przekształcony został w parafialny. Kolejny drewniany kościół ufundowany został przez Zygmunta Starego w roku 1510. W roku 1649 został powiększony: wydłużeniu uległo prezbiterium. Spłonął zapewne podczas wojen szwedzkich i najazdu Rakoczego. W 1664 roku postawiono kolejny drewniany kościół, konserwowany został w roku 1674 przez biskupa Mikołaja Oborskiego. W XIX wieku stary drewniany kościół okazał się być zbyt mały na potrzeby powiększającej się parafii. Toteż rozpoczęto budowę nowego murowanego budynku, a stary został sprzedany i przeniesiony w roku 1891 do Zwiernika, gdzie stoi do dziś. 
Współczesny kościół według projektu architekta Aleksandra Gebauera budować rozpoczęto w roku 1878. Budowa trwała osiem lat, a kierował nią ksiądz Wilhelm Skopiński. 3 września 1886 roku na wieży kościoła postawiono krzyż, trzy tygodnie później, 25 września, zakończono budowę sklepienia. Poświęcony został przez ks. J. Knutelskiego w dniu św. Bartłomieja, 28 sierpnia 1887 roku. Konsekracji dokonał 5 września 1895 roku biskup tarnowski Ignacy Łobos. Po zniszczeniach wojennych naprawiony został w roku 1947.

## Architektura i wnętrze
Kościół parafialny w Padwi jest budowlą murowaną z cegły, tynkowaną. Jest to jednonawowa świątynia z bocznymi kaplicami w formie transeptu i węższym, wydłużonym, zamkniętym półkoliście prezbiterium. Nad fasadą góruje trójkondygnacyjna wieża na planie kwadratu, u góry przechodząca w ośmiobok. 
Znaczna część wyposażenia wnętrza pochodzi z poprzedniego kościoła i reprezentuje styl barokowy. Ołtarz główny pochodzi z połowy XVII wieku i ma w polu głównym kopię obrazu Matki Bożej Dzikowskiej a na zasuwie wizerunek patrona kościoła, św. Bartłomieja. Z czterech bocznych ołtarzy w nawie dwa są barokowe, dwa zaś eklektyczne z XIX wieku. W bocznej kaplicy znajduje się ołtarz z przedstawieniem św. Antoniego Padewskiego, otoczony kultem poświadczonym od 1688 roku. Prospekt organowy pochodzi z 1892 roku.